# فرس البحر الوايتي
فرس البحر الوايتي (الاسم العلمي: Hippocampus whitei) (بالإنجليزية: White's seahorse)‏ هو نوع من الأسماك يتبع جنس فرس البحر من فصيلة زمارات البحر.